# Simbolismo da rosa negra
 

O símbolo anarquista da rosa negra

As rosas negras não existem naturalmente, mas são símbolos com significados diferentes ou para várias coisas.

## Flores
As flores comumente chamadas de rosas negras não existem realmente nessa cor, ao contrário, elas têm um tom escuro, como as variedades "Black Magic", "Barkarole", "Black Beauty" e "Baccara". Eles também podem ser coloridos artificialmente.
Na linguagem das flores, as rosas têm muitos significados diferentes. As rosas negras simbolizam ideias como ódio, desespero, morte ou renascimentos.

## Anarquismo

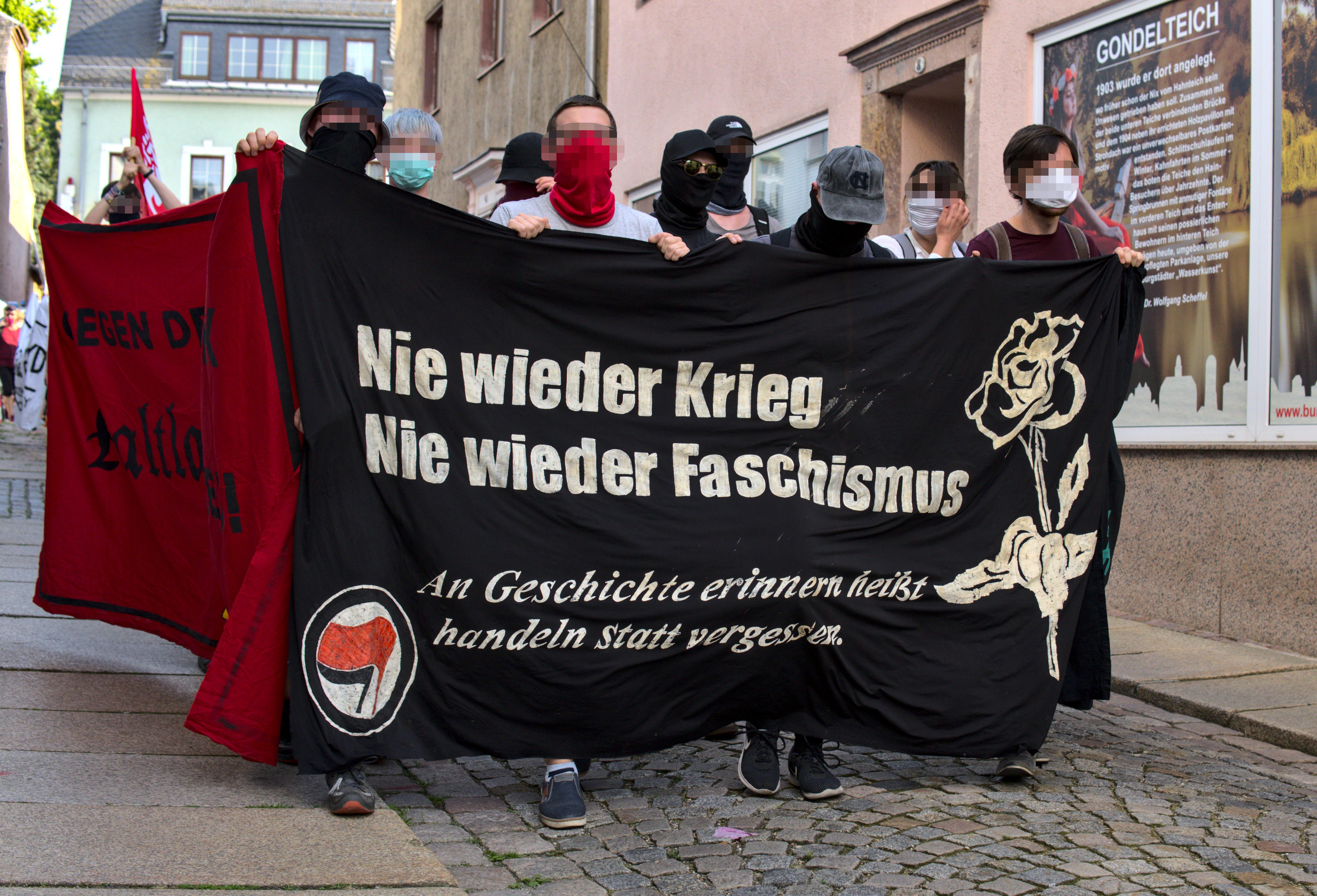
Antifascistas anarquistas com rosa negra

Black Rose Books é o nome da editora anarquista de Montreal e pequena editora encabeçada pelo libertário-municipalista e anarquista Dimitrios Roussopoulos . Uma das duas livrarias anarquistas em Sydney é Black Rose Books, que existe de várias formas desde 1982.
The Black Rose foi o título de um respeitado jornal de ideias anarquistas publicado na área de Boston durante a década de 1970, bem como o nome de uma série de palestras anarquistas dirigidas por notáveis anarquistas e socialistas libertários (incluindo Murray Bookchin e Noam Chomsky). na década de 1990.
Black Rose Labour (organização) é o nome de uma organização política faccional associada ao Partido Trabalhista do Reino Unido, que se define como Socialista Libertário.
A Black Rose Anarchist Federation é uma organização política fundada em 2014, com alguns grupos locais e regionais nos Estados Unidos.

### Leituras adicionais
- Wilkins, Eithne. O jogo do jardim de rosas; uma tradição de miçangas e flores, [Nova York] Herder e Herder, 1969.